# Nemoria zernyi
Nemoria zernyi là một loài bướm đêm trong họ Geometridae.